# Панамериканская федерация хоккея на траве
Панамериканская федерация хоккея на траве (англ. Pan American Hockey Federation, сокр. PAHF) — структура, управляющая хоккеем на траве в странах Америки. Объединяет 30 национальных федераций. Представляет Международную федерацию хоккея на траве (ФИХ) в Америке. Штаб-квартира находится в Оттаве (Канада). 

## История
Панмериканская федерация хоккея на траве основана 17 октября 1959 года в Гринвиче (штат Коннектикут, США). Первыми странами-членами новой организации стали Аргентина, Бермудские острова, Канада, Нидерландские Антильские острова, США и Ямайка. В 1980 году в PAHF входили 18 национальных ассоциаций, а к 2021 Панамериканская федерация насчитывает уже 30 членов.
В 1967 году хоккей на траве был включён в программу Панамериканских игр, когда на V Играх в Ванкувере (Канада) состоялся турнир мужских национальных сборных. В 1987 на Панамериканских играх дебютировали и женские команды.
С 1998 года хоккей на траве входит в программу Центральноамериканских и Карибских игр.
В 2000 году в Гаване (Куба) РАHF провела первый Панамериканский чемпионат (Кубок) по хоккею на траве среди мужских команд. Первый аналогичный официальный женский турнир прошёл в 2001 году в Кингстоне (Ямайка). С 2003 проходят также чемпионаты Южной Америки среди мужчин и женщин.
С 1978 проводятся Панамериканские чемпионаты среди мужских, а с 1988 — и среди женских молодёжных сборных команд. С 2010 разыгрываются панамериканские первенства среди юношей и девушек до 18 лет.
С 2002 года проходят Панамериканские чемпионаты по индорхоккею среди мужских и женских сборных.

## Структура РАHF
Высший орган Панамериканской федерации хоккея на траве — Конгресс, созываемый раз в два года.
Для решения задач, поставленных Конгрессом перед РАHF, а также уставных требований, делегаты Конгресса избирают Директорат в количестве 12 человек. Руководит его работой Президент Панамериканской федерации хоккея на траве.
Для решения специальных задач, стоящих перед РАHF, в её структуре созданы постоянные технические комитеты.

## Официальные соревнования
В рамках своей деятельности Панамериканская федерация хоккея на траве отвечает за проведение следующих турниров:
- Турниры по хоккею на траве в рамках Панамериканских игр;
- Турниры по хоккею на траве в рамках Игр Центральной Америки и Карибского бассейна;
- Панамериканские чемпионаты среди национальных сборных команд — один раз в 4 года по нечётным послеолимпийским годам;
- Чемпионат Южной Америки по хоккею на траве — один раз в два года по чётным годам[1];
- Панамериканские чемпионаты среди молодёжных сборных команд — один раз в 4 года по чётным олимпийским годам;
- Панамериканские чемпионаты среди юниорских сборных команд — один раз в 4 года по чётным неолимпийским годам (возраст участников до 18 лет);
- Панамериканские чемпионаты по индорхоккею среди национальных сборных команд — один раз в два года по чётным годам;

## Члены РАHF
| - Аргентина - Багамские Острова - Барбадос - Бермудские острова - Боливия - Бразилия - Венесуэла - Гаити - Гайана - Гватемала - Гондурас - Доминиканская Республика - Каймановы острова - Канада - Колумбия | - Коста-Рика - Куба - Мексика - Никарагуа - Панама - Парагвай - Перу - Пуэрто-Рико - Сальвадор - США - Тринидад и Тобаго - Уругвай - Чили - Эквадор - Ямайка |